# ОФГ Благоевград
ОФГ Благоевград е дивизия, в която играят клубове от област Благоевград. 

## "А" ОГ Благоевград
През сезон 2022/23, "А" ОГ е разделена на две подгрупи: "Струма" и "Места".

### Подгрупа "Струма"
През сезон 2022/23 в групата играят 13 отбора.

#### Отбори 2022/23
- Ветрен (Полена)
- Долно Осеново (Долно Осеново)
- Левски 2008 (Крупник)
- Локомотив (Дамяница)
- Малеш (Микрево)
- Огражден 1955 (Първомай)
- Орел (Лебница)
- Перун 1978 (Кресна)
- Рилци 2006 (Рилци)
- Светкавица (Митино)
- Спартак (Склаве)
- Спортист (Падеш)
- СФК Малеш Микрево (Микрево)

### Подгрупа Места
През сезон 2022/23 в групата играят 12 отбора.

#### Отбори 2022/23
- Белица 2015 (Белица)
- Банско тийм II (Банско)
- Дебрен (Дебрен)
- Копривлен (Копривлен)
- Места 1929 (Хаджидимово)
- Пирин (Брезница)
- Пирин 1912 II (Гоце Делчев)
- Пирин 1941 II (Разлог)
- Планинец (Годлево)
- Стрела 2003 (Вълкосел)
- Ураган 1970 (Горно Драглище)
- Червено знаме (Кочан)

## "Б" ОГ Благоевград
"Б" ОГ Благоевград се състои от 3 подгрупи: Подгрупа Струма, подгрупа Места изток, подгрупа Места запад. Първите отбори от подгрупите отиват на областен финал, който определя отборите, които ще влязат в "А" ОГ Благоевград.

### Подгрупа Струма
През сезон 2022/23 в лигата участват 12 отбора.

#### Отбори 2022/23
- Градешница (Долна Градешница)
- Граничар 2021 (Логодаж)
- Изстребител 2020 (Ново Делчево)
- Калабак (Самуилово)
- Левуново 2014 (Левуново)
- Подгорец (Коларово)
- Спортист 2022 (Струма)
- Стрела (Петрич)
- Струма 1948 (Марикостиново)
- Ураган (Михнево)
- ФК Спортист 1959 (Падеш)
- Яворница (Яворница)

### Подгрупа Места изток
През сезон 2022/23 в групата участва 8 отбора. 

#### Отбори 2022/23
- Балкан (Крушево)
- Бистрица 2008 (Абланица)
- Върбица 2008 (Ореше)
- Горно Дряново 2022 (Горно Дряново)
- Кочан (Кочан)
- Плетена (Плетена)
- Слащен 2007 (Слащен)
- ФК Туховища (Туховища)

### Подгрупа Места запад
През сезон 2022/23 в групата участва 9 отбора.

#### Отбори 2022/23
- Барселона 2022 (Борово)
- Блатска (Блатска)
- Канина 22 (Гърмен)
- Корница 1975 (Корница)
- Краище 2018 (Краище)
- Левски (Огняново)
- Ореляк 1974 (Лъжница)
- Родопа (Рибново)
- Юнак 2015 (Баня)